# Herbertorossia striata
Herbertorossia striata är en nattsländeart som beskrevs av Douglas E. Kimmins 1962. Herbertorossia striata ingår i släktet Herbertorossia och familjen ryssjenattsländor. Inga underarter finns listade i Catalogue of Life.